# Luis Zahera
José Luis Castro Zahera, conosciuto come Luis Zahera, (Santiago de Compostela, 23 maggio 1966) è un attore spagnolo, due volte vincitore del Premio Goyaː nel 2019 per la sua interpretazione ne El reino e nel 2023 per As bestas.

## Biografia
Conosciuto per il ruolo di Petróleo della serie TV spagnola Mareas vivas, la sua carriera è proseguita nel tempo e ha partecipato a numerose altre serie televisive e prodotti per il cinema, teatro e cortometraggi. Luis Zahera è uno degli attori più conosciuti e amati in Galizia e uno dei più popolari di Spagna pur non ricoprendo il ruolo di attore principale in molte produzioni. Come attore secondario ha partecipato a molte produzioni importanti come Sky Rojo, La zona o Vivere senza permesso, serie televisive trasmesse anche in Italia. Nel 2019 ha vinto il Premio Goya come Miglior attore protagonista per il ruolo di Luis Cabrera nel film El Reino di Rodrigo Sorogoyen e nel 2023 ha vinto il Premio Goya come Miglior attore non protagonista per il ruolo di Xan nel film As bestas, dello stesso regista.

## Filmografia

### Cinema
- Divine parole (Divinas palabras), regia di José Luis García Sánchez (1987)
- Sé quién eres, regia di Patricia Ferreira (2000)
- Lena, regia di Gonzalo Tapia (2001)
- Juego de Luna, regia di Mónica Laguna (2001)
- I lunedì al sole (Los lunes al sol), regia di Fernando León de Aranoa (2002)
- Ilegal, regia di Ignacio Vilar (2003)
- El lápiz del carpintero, regia di Antón Reixa (2003)
- El año de la garrapata, regia di Jorge Coira (2004)
- Locos por el sexo, regia di Javier Rebollo (2006)
- El don de la duda, regia di Alber Ponte (2006)
- La silla, regia di Julio D. Wallovits (2006)
- Il destino di un guerriero (Alatriste), regia di Agustín Díaz Yanes (2006)
- Concursante, regia di Rodrigo Cortés (2007)
- Hotel Tívoli, regia di Antón Reixa (2007)
- Abrígate, regia di Ramón Costafreda (2007)
- Gutbai, Charly, regia di Jorge Cassinello (2007)
- Los años desnudos (Clasificada S), regia di Dunia Ayaso e Félix Sabroso (2008)
- La noche que dejó de llover, regia di Alfonso Zarauza (2008)
- Cella 211 (Celda 211), regia di Daniel Monzón (2009)
- Spanish Movie, regia di Javier Ruiz Caldera (2009)
- Agnosia, regia di Eugenio Mira (2010)
- La herencia Valdemar II: La sombra prohibida, regia di José Luis Alemán (2010)
- Retornos, regia di Luis Avilés (2010)
- 23-F: la película, regia di Chema de la Peña (2011)
- Onde está a Felicidade?, regia di Carlos Alberto Riccelli (2011)
- Lobos de Arga, regia di Juan Martínez Moreno (2011)
- Invasor, regia di Daniel Calparsoro (2012)
- Todo es silencio, regia di José Luis Cuerda (2012)
- Furious Speed - Curve pericolose (Combustión), regia di Daniel Calparsoro (2013)
- Faraday, regia di Norberto Ramos del Val (2013)
- Blockbuster, regia di Tirso Calero (2013)
- Schimbare, regia di Álex Sampayo (2014)
- A cambio de nada, regia di Daniel Guzmán (2015)
- Desconocido - Resa dei conti (El desconocido), regia di Dani de la Torre (2015)
- La playa de los ahogados, regia di Gerardo Herrero (2015)
- Che Dio ci perdoni (Que Dios nos perdone), regia di Rodrigo Sorogoyen (2016)
- Il Regno (El reino), regia di Rodrigo Sorogoyen (2018)
- Il silenzio della palude (El silencio del pantano), regia di Marc Vigil (2019)
- Lettera a Franco (Mientras dure la guerra), regia di Alejandro Amenábar (2019)
- Pazzo per lei (Loco por ella), regia di Dani de la Orden (2021)
- Xtremo, regia di Daniel Benmayor (2021)
- Canallas, regia di Daniel Guzmán (2022)
- As bestas, regia di Rodrigo Sorogoyen (2022)
- Infiesto, regia di Patxi Amezcua (2023)
- Awareness - La realtà è un'illusione (Awareness), regia di Daniel Benmayor (2023)

### Televisione
- A familia mudanza - serie TV (1993)
- O tesouro, regia di Xaime Fandiño - film TV (1997)
- El comisario - serie TV, episodio 2x16 (2000)
- Cuéntame cómo pasó - serie TV, episodi 2x09-2x10 (2002)
- Mareas vivas - serie TV, 145 episodi (1998-2002)
- Autopsia, regia di Milagros Bará - film TV (2002)
- Pratos combinados - serie TV, 6 episodi (1995-2003)
- Un lugar en el mundo - serie TV, episodio 1x09 (2004)
- Motivos personales - serie TV, episodio 1x02 (2005)
- Diario de un skin, regia di Jacobo Rispa - film TV (2005)
- A tortas con la vida - serie TV, 24 episodi (2005-2006)
- Génesis, en la mente del asesino - serie TV, episodio 2x06 (2007)
- Hospital Central - serie TV, episodi 7x02-13x10 (2004-2007)
- Círculo rojo - serie TV, episodi 1x09-1x10-1x11 (2007)
- Marqués Mendigo, regia di Manuel Estudillo - film TV (2007)
- Como el perro y el gato - serie TV, episodi 1x01-1x02-1x03 (2007)
- El tesoro, regia di Manuel Martín Cuenca - film TV (2008)
- Sin tetas no hay paraíso - serie TV, 18 episodi (2008)
- La familia Mata - serie TV, 9 episodi (2007-2009)
- Mar libre - miniserie TV, episodi 1x01-1x02 (2010)
- La isla de los nominados - serie TV, 11 episodi (2010)
- Las chicas de oro - serie TV, episodio 1x15 (2010)
- Libro de familia - serie TV, episodio 8x04 (2011)
- Piratas - serie TV, 8 episodi (2011)
- Sinbad, regia di Antón Dobao - film TV (2011)
- Matalobos - serie TV, 12 episodi (2011-2012)
- Entre Pipas - serie TV, 12 episodi (2012)
- Escoba! - serie TV, episodio 1x18 (2012)
- Cuéntame un cuento - serie TV, episodio 1x01 (2013)
- Luar - serie TV, 37 episodi (2006-2013)
- Salaó - miniserie TV, episodi 1x01-1x02 (2013)
- Con el culo al aire - serie TV, episodio 3x06 (2014)
- Códice, regia di Jorge Cassinello - film TV (2014)
- Las aventuras del capitán Alatriste - serie TV, episodio 1x06 (2015)
- Hospital Real - serie TV, 15 episodi (2015)
- La Xirgu, regia di Sílvia Quer - film TV (2015)
- Chiringuito de Pepe - serie TV, episodio 2x03 (2016)
- Buscando el norte - serie TV, 8 episodi (2016)
- Víctor Ros - serie TV, episodio 2x01 (2016)
- El padre de Caín - serie TV, episodi 1x01-1x02 (2016)
- La zona - serie TV, 6 episodi (2017)
- Torre de narcos - serie TV, 12 episodi (2018)
- Vivere senza permesso (Vivir sin permiso) - serie TV, 23 episodi (2018-2020)
- Enemigo Íntimo - serie TV, 18 episodi (2020)
- La Unidad - serie TV, 12 episodi (2020-2021)
- 3 caminos - serie TV, episodi 1x02-1x08 (2021)
- Sky Rojo - serie TV, episodi 1x01-1x02-1x07 (2021)
- La nostra ultima occasione (La última) - miniserie TV, 5 episodi (2022)
- Entrevías - serie TV, 22 episodi (2021-2024)
- Operación Marea Negra - miniserie TV, 5 episodi (2022-2023)
- Animal salvaje - serie TV, 8 episodi (2024)

## Doppiatori italiani
Nelle versioni in italiano delle opere in cui ha recitato, Luis Zahera è stato doppiato da:
- Roberto Draghetti in Che Dio ci perdoni, Il Regno
- Simone Mori in Cella 211
- Gianluca Tusco in Lettera a Franco
- Sergio Lucchetti in Sky Rojo
- Massimo Rossi in Pazzo per lei
- Antonio Palumbo in Xtremo
- Christian Iansante in Entrevías
- Dario Oppido in As Bestas
- Claudio Ridolfo in Infiesto